# Listă de conducători de stat din 1054
1050 - 1051 - 1052 - 1053 - 1054 - 1055 - 1056 - 1057 - 1058
Aceasta este o listă a conducătorilor de stat din anul 1054:

## Europa
- Amalfi: Ioan al II-lea (duce, 1029-1034, 1038-1039, 1052-1069)
- Anglia: Eduard Confesorul (rege din dinastia Saxonă, 1042-1066)
- Anjou: Geoffroi al II-lea Ciocanul (conte, 1040-1060)
- Apulia și Calabria: Umfredo (conte din dinastia normandă de Hauteville, 1051-1057)
- Aquitania: Guillaume al VII-lea cel Îndrăzneț (duce, 1040-1058)
- Aragon: Ramiro I (rege, 1035-1063)
- Armenia, statul Kars: Gaghik-Abbas (rege din dinastia Bagrationi, 1029-1064/1065)
- Armenia, statul Lori: Kvirike I (rege din dinastia Bagrationi, 1048/1049-1089/1091)
- Armenia, statul Siunik: Sămbat al III-lea (rege din dinastia Bagrationi, 1019-?)
- Austria: Adalbert Victoriosul (margraf din dinastia Babenberg, 1018-1055)
- Aversa: Richard (conte din dinastia normandă Drengot, 1049-1078: ulterior, principe de Capua, 1058-1078)
- Bavaria: Conrad (duce din dinastia de Franconia-Saliană, 1053-1055)
- Benevento: Rudolf (rector, 1053-1054), Pandulf al III-lea (principe, 1033-1050, 1054-1059; anterior, co-principe, 1012-1033) și Landulf al VI-lea (co-principe, 1038-1050, 1054-1077)
- Bizanț: Constantin al IX-lea Monomachos (împărat, 1042-1055)
- Brabant: Lambert al II-lea (conte, cca. 1041-cca. 1063)
- Brandenburg: Wilhelm (margraf, 1044-1056)
- Bretagne: Conan al II-lea (duce, 1040-1066)
- Burgundia: Robert I cel Bătrân (duce din dinastia Capețiană, 1032-1076)
- Capua: Pandulf al VI-lea (principe, 1050-1057; anterior, duce de Gaeta, 1032-1038)
- Castilia: Ferdinand I cel Mare (conte, 1035-1065; rege, din 1035; ulterior, rege al Leonului, 1037-1065)
- Cehia: Bretislav I (cneaz din dinastia Premysl, 1034-1055)
- Champagne: Eudes al II-lea (conte din casa de Blois-Champage, 1047/1048-1063)
- Croația: Ștefan I (rege din dinastia Trpimirovic, cca. 1030-1058)
- Danemarca: Svend al II-lea Estridsson (rege din dinastia Estridsson, 1047-1074 sau 1076)
- Flandra: Balduin al V-lea de Lille (conte din dinastia lui Balduin, 1035-1067)
- Franța: Henric I (rege din dinastia Capețiană, 1031-1060; anterior, duce de Burgundia, 1015-1031)
- Gaeta: Atenulf I (duce, 1045-1062; anterior, conte de Aquino)
- Germania: Henric al III-lea (rege din dinastia de Franconia-Saliană, 1039-1056; anterior, duce de Bavaria, 1027-1041; ulterior, împărat occidental, 1046-1056)
- Gruzia: Bagrat al IV-lea (rege din dinastia Bagrationi, 1027-1072)
- Gruzia, statul Kakhetia: Gaghik de Lori (rege din dinastia Bagrationi, 1029-1058)
- Hainaut: Richilde (contesă, înainte de 1051-1070, 1071-cca. 1076) și Balduin I (1051-1070; ulterior, conte de Flandra, 1067-1070)
- Imperiul occidental: Henric al II-lea (împărat din dinastia de Franconia-Saliană, 1046-1056; anterior, duce de Bavaria, 1038-1041; anterior, rege al Germaniei, 1039-1056)
- Italia: Argyrus (catepan bizantin, 1050-1058)
- Kiev: Iaroslav I Vladimirovic cel Înțelept (mare cneaz din dinastia Rurikizilor, 1016-1018, 1019-1054) și Iziaslav I Iaroslavici (mare cneaz din dinasria Rurikizilor, 1054-1068, 1069-1073, 1077-1078)
- Leon: Ferdinand I cel Mare (1037-1065; totodată, rege al Castiliei, 1035-1065)
- Lorena Inferioară: Frederic (duce din dinastia de Luxemburg, 1046-1065)
- Lorena Superioară: Gerard (duce din casa Lorena-Alsacia, 1048-1070)
- Luxemburg: Gilbert (Giselbert) (conte, 1019-înainte de 1059)
- Montferrat: Oddone al II-lea (margraf din casa lui Aleramo, cca. 1045-1084)
- Muntenegru, statul Zeta: Mihail Vojislav (principe, cca. 1050-1081)
- Navarra: Garcia Sanchez al IV-lea (rege, 1035-1054) și Sancho Garces al IV-lea de Penalen (rege, 1054-1076)
- Neapole: Sergius al V-lea (sau al VI-lea) (duce, cca. 1053-cca. 1090)
- Normandia: Guillaume al II-lea Bastardul sau Cuceritorul (duce, 1035-1087; ulterior, rege al Angliei, 1066-1087)
- Norvegia: Harald al III-lea Sigurdsson Hardraade (rege, 1047-1066)
- Olanda: Floris I (conte, 1049-1061)
- Polonia: Cazimir I Restauratorul (cneaz din dinastia Piast, 1034-1058)
- Salerno: Gisulf al II-lea (principe, 1052-1077; ulterior, duce de Amalfi, 1088-1089)
- Savoia: Odon (conte, cca. 1051-cca. 1057)
- Saxonia: Bernhard al II-lea (duce din dinastia Billungilor, 1011-1059)
- Scoția: Macbeth (rege, 1040-1057)
- Spoleto: Frederic (duce, 1052-1055; totodată, margraf de Toscana, 1052-1055), Beatrice de Bar (regentă, 1052-1055; totodată, regentă de Toscana, 1052-1055) și Godefroy cel Bărbos (duce, 1053-1055, 1057-1069; totodată, regent de Toscana, 1053-1069; ulterior, duce de Lotharingia Inferioară, 1065-1069; anterior, conte de Verdun; anterior, margraf de Anvers)
- Statul papal: Leon al IX-lea (papă, 1049-1054)
- Suedia: Emund cel Bătrân (?-?) (?)
- Torino: Adelaida de Susa (margrafă din familia Arduinicilor, 1034-1091) și Otto de Savoia (margraf, 1046-1060; ulterior, conte de Savoia, 1051/1056-1060)
- Toscana: Frederic (margraf din casa de Canossa, 1052-1055; totodată, duce de Spoleto, 1052-1055), Matilda (margrafină din casa de Canossa, 1052-1115; ulterior, ducesă de Spoleto, 1057-1082, 1086-1093), Beatrice (regentă, 1052-1055; totodată, regentă în Spoleto, 1052-1055) și Godefroy cel Bărbos (regent, 1053-1069; totodată, duce de Spoleto, 1053-1055, 1057-1069; ulterior, duce de Lotharingia Inferioară, 1065-1069; anterior, conte de Verdun; anterior, margraf de Anvers)
- Toulouse: Pons (conte, 1037-1060/1061)
- Ungaria: Andrei I (rege din dinastia Arpadiană, 1046-1060)
- Veneția: Domenico Contarini (doge, 1043-1070)
- Verona: Welf (margraf din dinastia Welfilor, 1047-1055; totodată, duce de Carintia, 1047-1055)

## Africa
- Fatimizii: al-Mustansir bi-llah (Abu Tamim Maadd ibn az-Zahir) (calif din dinastia Fatimizilor, 1036-1094)
- Hammadizii: Șaraf ad-Daula al-Kaid ibn Hammad (emir din dinastia Hammadizilor, 1028-1054) și al-Muhsin ibn al-Kaid (emir din dinastia Hammadizilor, 1054-1055)
- Kanem-Bornu: Arkei (sultan, cca. 1035-cca. 1077)
- Zirizii: Șaraf ad-Daula al-Muizz ibn Badis (emir din dinastia Zirizilor, 1016-1061)

## Asia

### Orientul Apropiat
- Bizanț: Constantin al IX-lea Monomachos (împărat, 1042-1055)
- Buizii din Fars și Khuzistan: al-Malik ar-Rahim Abu Nasr Husrau Firuz ibn Abu Kalidjar (emir din dinastia Buizilor, 1048/1049-1055/1056; totodată, emir în Irak, 1048-1055)
- Buizii din Irak: al-Malik ar-Rahim Abu Nasr Husrau Firuz ibn Abu Kalidjar (emir din dinastia Buizilor, 1048-1055; totodată, emir în Fars și Khuzistan, 1048/1049-1055/1056)
- Califatul abbasid: Abu Djafar Abdallah al-Kaim ibn al-Kadir (calif din dinastia Abbasizilor, 1031-1075)
- Fatimizii: al-Mustansir bi-llah (Abu Tamim Maadd ibn az-Zahir) (calif din dinastia Fatimizilor, 1036-1094)
- Ghaznavizii: Djamal ad-Daula Farrukhzad ibn Masud (I) (emir din dinastia Ghaznavizilor, 1052-1059)
- Ghurizii: Șis ibn Muhammad (sultan din dinastia Ghurizilor, ?-?) (?) și Abbas ibn Șis (sultan din dinastia Ghurizilor, ?-?) (?)
- Selgiucizii: Rukn ad-Din Abu Talib Muhammad Toghrul I Beg ibn Mikal ibn Selgiuk (mare sultan din dinastia Selgiucizilor, 1037/1038-1063)
- Selgiucizii din Kerman: Imad ad-Din Kara-Arslan Kavurd ibn Daud (sultan din dinastia Selgiucizilor, 1041-1073)

### Orientul Îndepărtat
- Birmania, statul Arakan: Thuriyaza (rege din prima dinastie de Pyinsa, 1052-1054) și Ponnaka (rege din prima dinastie de Pyinsa, 1054-1058)
- Birmania, statul Pagan: Anawrahta (rege din dinastia Constructorilor de temple, 1044-1077)
- Cambodgea, Imperiul Kambujadesa (Angkor): Udayadityavarman al II-lea (împărat, 1049/1050-1066)
- Cambodgea, statul Tjampa: Jaya Paramesvaravarman I (rege din cea de a opta dinastie, 1044-după 1061)
- China: Renzong (împărat din dinastia Song de nord, 1023-1063)
- China, Imperiul Qidan Liao: Xingzong (împărat, 1031-1055)
- China, Imperiul Xia de vest: Yizong (împărat, 1049-1067)
- Coreea, statul Koryo: Munjong (Wang Hwi) (rege din dinastia Wang, 1047-1083)
- Ghaznavizii: Djamal ad-Daula Farrukhzad ibn Masud (I) (emir din dinastia Ghaznavizilor, 1052-1059)
- Ghurizii: Șis ibn Muhammad (sultan din dinastia Ghurizilor, ?-?) (?) și Abbas ibn Șis (sultan din dinastia Ghurizilor, ?-?) (?)
- India, statul Chalukya apuseană: Someșvara I (rege, 1042-1068)
- India, statul Chalukya răsăriteană: Rajaraja Narendra (rege, 1019-1061)
- India, statul Chola: Rajendra al II-lea (rege, 1052-1064)
- India, statul Hoysala: Vinayaditya al II-lea (rege, 1047-1098)
- Japonia: Go-Reizei (împărat, 1045-1068)
- Kashmir: Ananta (rege din dinastia Lohara, 1029-1064)
- Nepal: Jayadeva (rege din dinastia Thakuri, cca. 1041-1061) și Balavantadeva (rege din dinastia Thakuri, cca. 1050-1062)
- Sri Lanka: Lokkisara I (Loka) (rege din dinastia Silakala, 1051/1053-1057/1059)
- Vietnam, statul Dai Co Viet: Ly Thai-tong (Ly Phat Ma) (rege din dinastia Ly târzie, 1028-1054) și Ly Thanh-tong (rege din dinastia Ly târzie, 1054-1072)

## America
- Toltecii: Huemac (conducător, 1047-1122)